# لونغفيو (ألبرتا)
لونغفيو (بالإنجليزية: Longview, Alberta)‏ هي قرية تقع في كندا في ألبرتا. يقدر عدد سكانها بـ 307 نسمة ومساحتها 1.09 كم2 وترتفع عن سطح البحر 1,240 متر.

## معرض صور

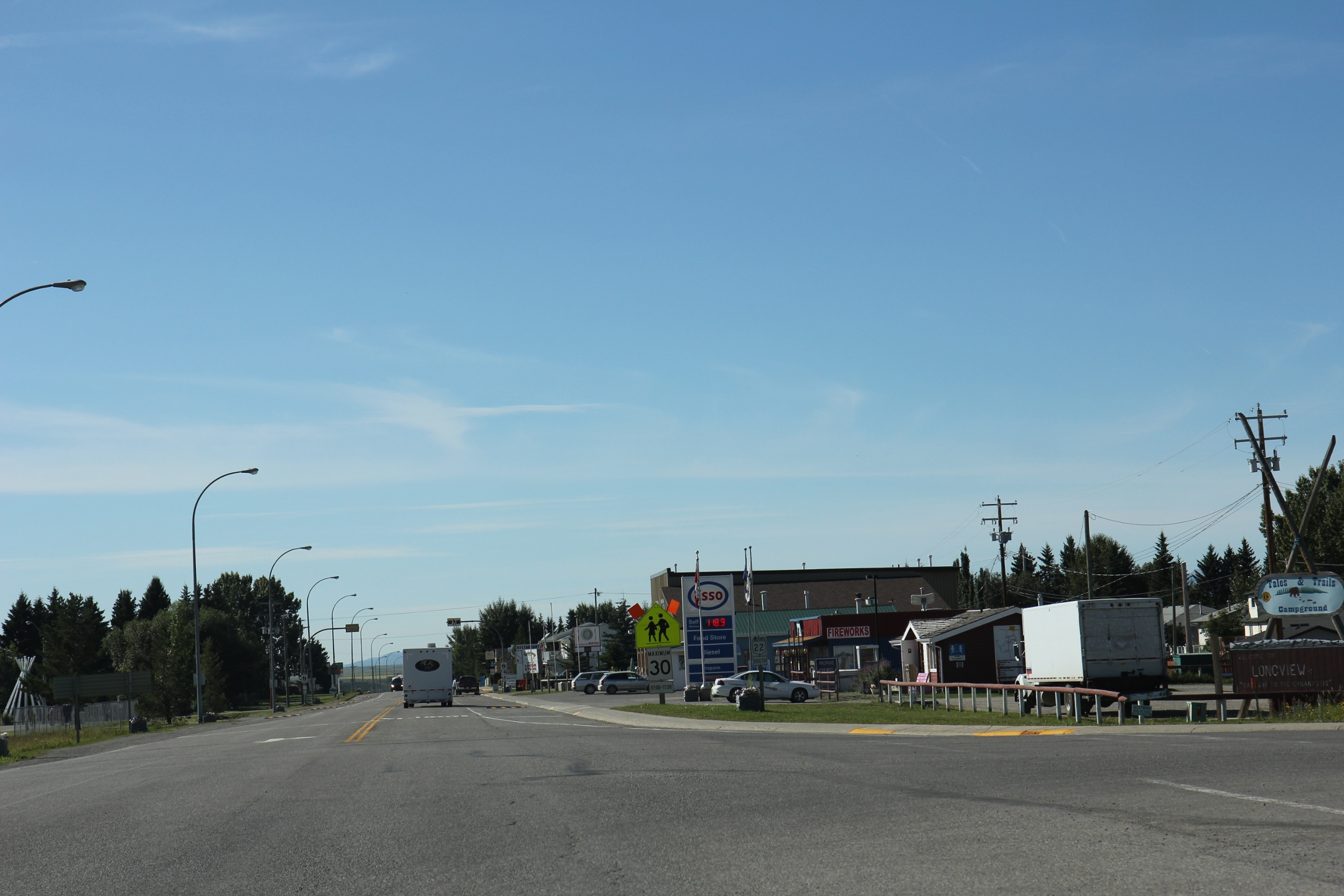
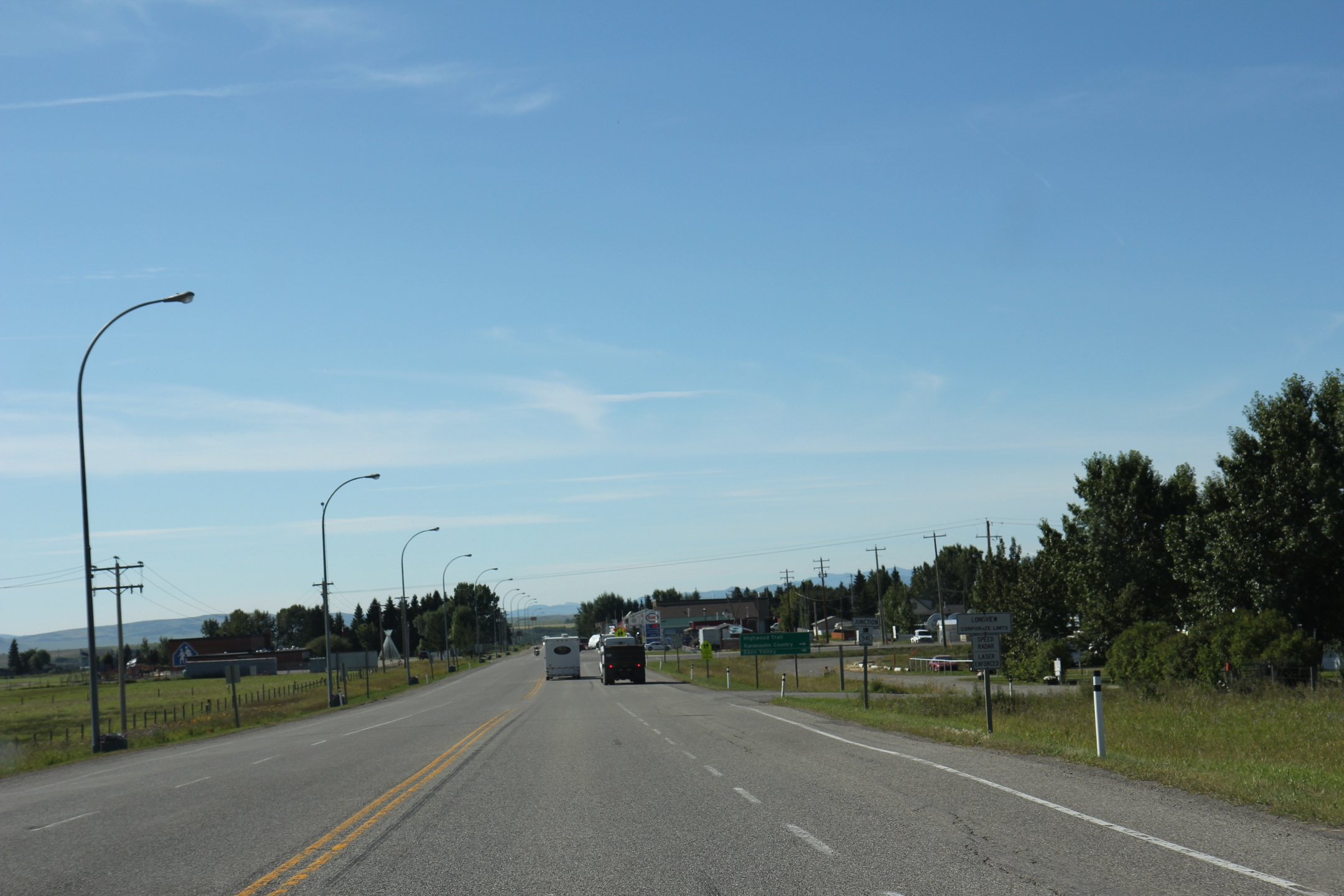
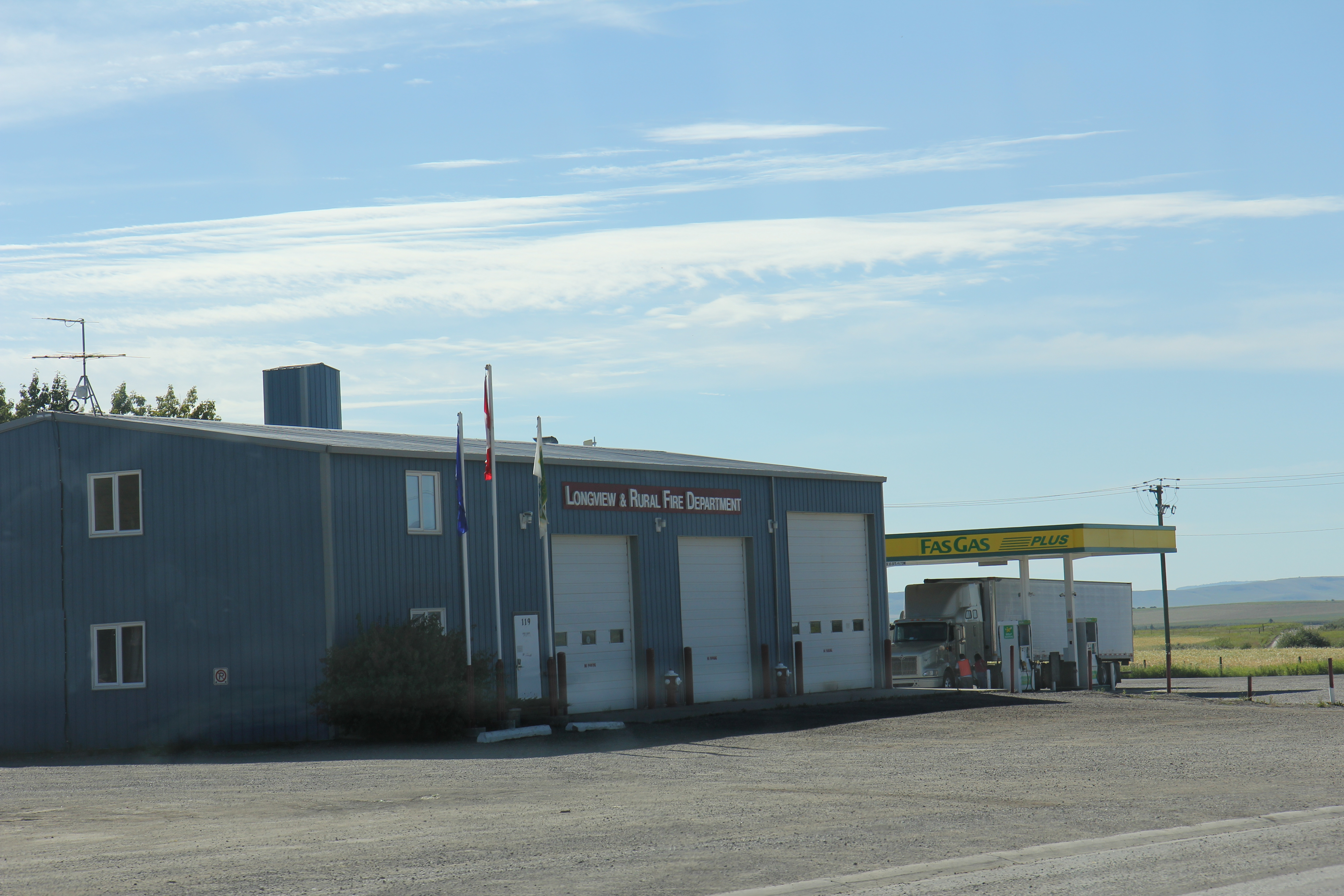
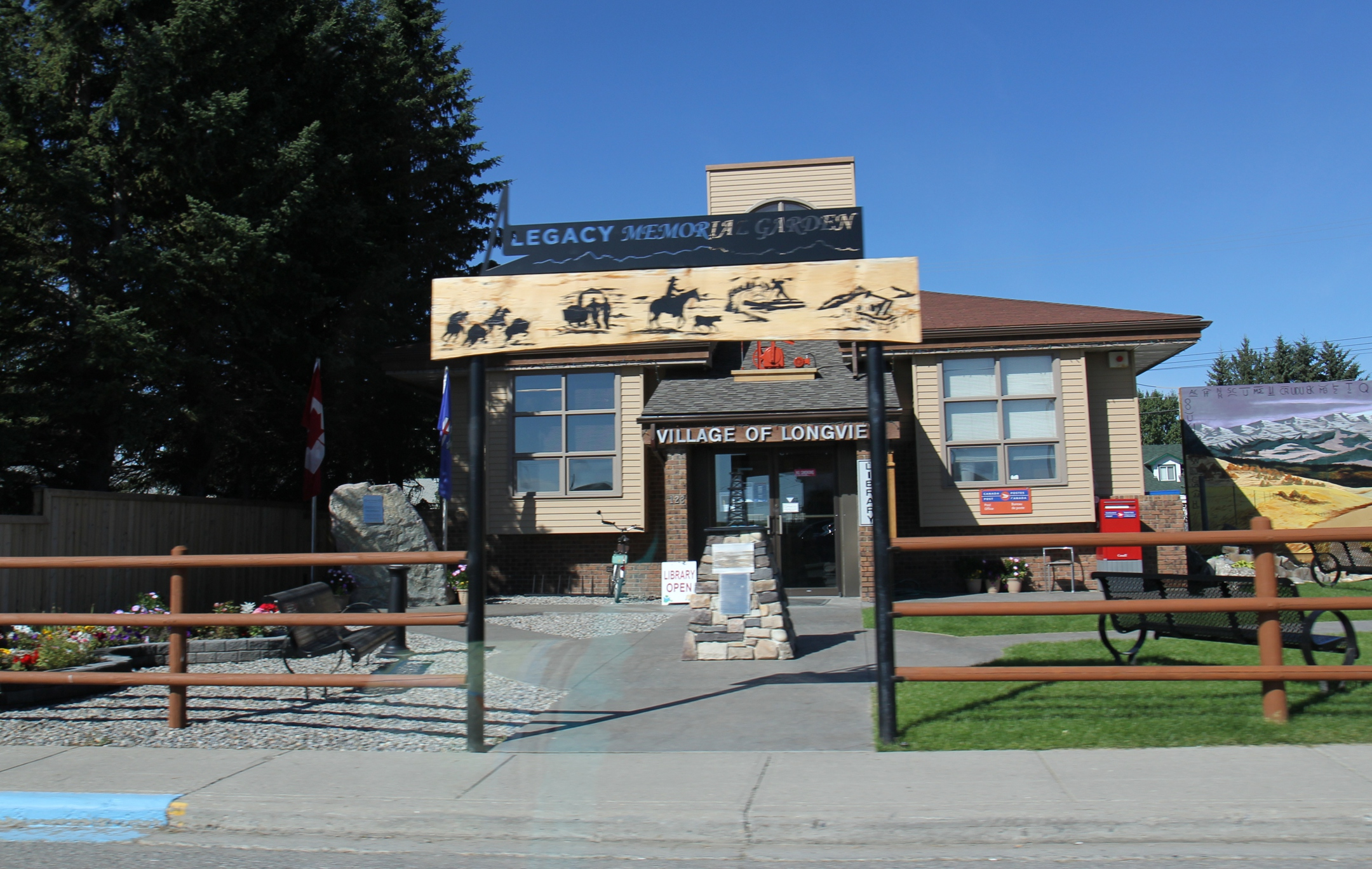
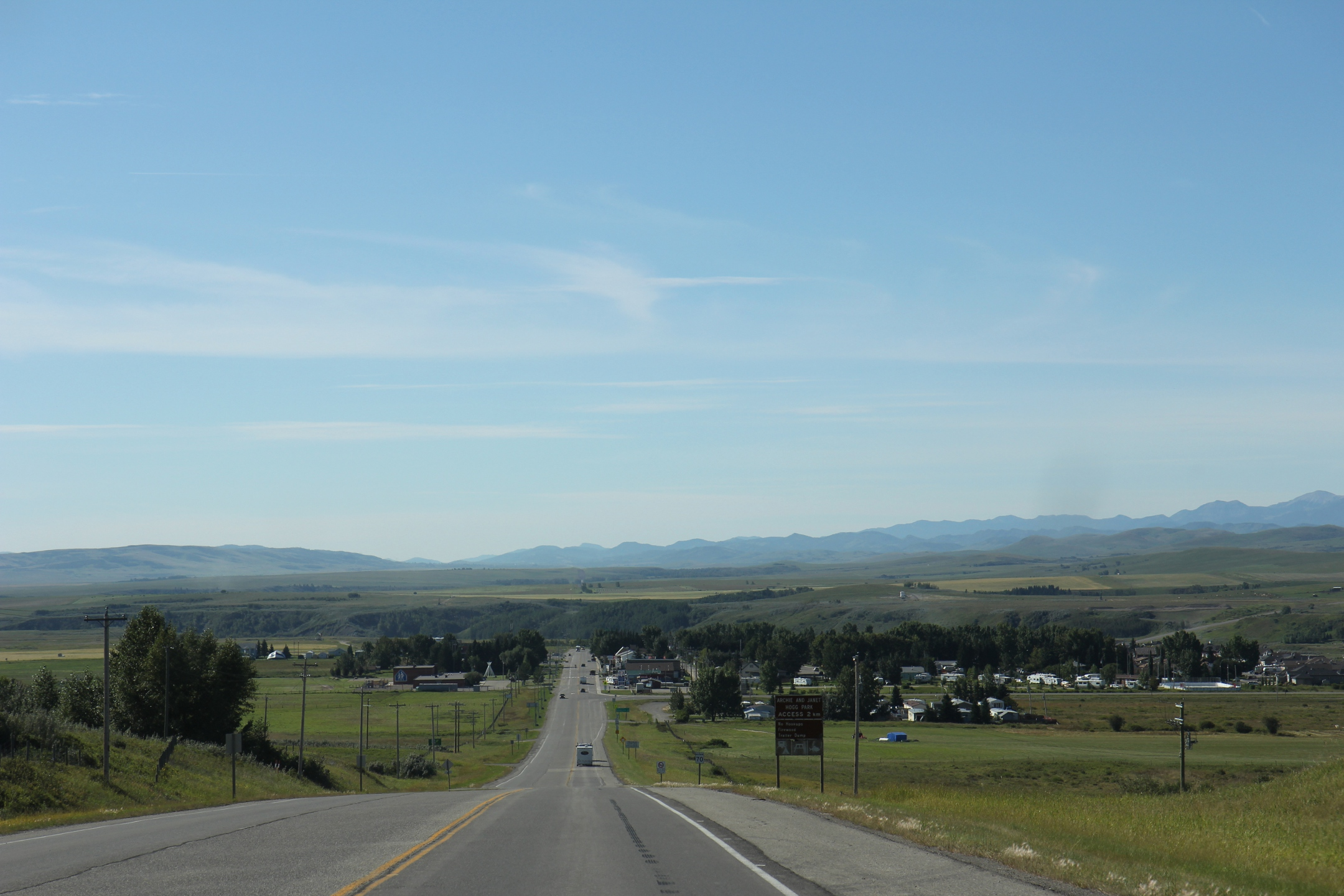